# Atlantic City Pop Festival
Das Atlantic City Pop Festival fand vom 1. bis zum 3. August 1969 statt, zwei Wochen vor dem Woodstock-Festival. Es kamen über 100.000 Besucher. Die Liste der aufgetretenen Bands und Musiker liest sich wie ein Who’s Who der damaligen Rock- und Popszene. Organisatoren des Festivals waren Herb, Allen und Jerry Spivak, Shelley Kaplan sowie Larry Magid. Der Eintritt betrug $ 6 pro Tag, $15 für das ganze Wochenende.

## Künstler
Bei dem dreitägigen Festival auf dem Atlantic City Race Court in der Nähe von Atlantic City, New Jersey, traten unter anderem folgende Gruppen und Interpreten auf:
- American Dream
- Aum
- Booker T. & the M.G.’s
- Tim Buckley
- Paul Butterfield Blues Band
- The Byrds
- Canned Heat
- The Chambers Brothers
- Chicago (als „Chicago Transit Authority“)
- Joe Cocker
- The Crazy World Of Arthur Brown
- Creedence Clearwater Revival
- Dr. John
- Cass Elliot
- Iron Butterfly
- Jefferson Airplane
- Janis Joplin
- B. B. King
- Lighthouse
- Little Richard
- Lothar and the Hand People
- Hugh Masekela
- Buddy Miles
- Joni Mitchell
- The Mothers of Invention
- Tracy Nelson & Mother Earth
- Procol Harum
- Buddy Rich
- Biff Rose
- Santana
- Sir Douglas Quintet
- Three Dog Night
- Johnny Winter
- Mississippi Fred McDowell

## Notizen zum Festival
Crosby, Stills & Nash standen ursprünglich auf dem Programm, sagten aber wegen einer Erkrankung von Graham Nash ab; zwei Wochen später jedoch traten sie in Woodstock auf. In Atlantic City wurden sie in letzter Minute durch die Chambers Brothers ersetzt. 
Moody Blues waren ebenso angekündigt und traten dann nicht auf.
Johnny Winter war anwesend, konnte aufgrund technischer Probleme jedoch nicht spielen. Little Richard trat stattdessen auf und lud das Publikum zum Tanzen auf die Bühne ein.
Joni Mitchell verließ verärgert die Bühne, da ihr angeblich nicht zugehört wurde.
Die Drehbühne des Festivals, die eine rasche Abfolge der Auftritte erlaubte, wurde von Buckminster Fuller entworfen.